# Гойя (премия, 1994)
VIII церемония вручения премии «Гойя» состоялась 21 января 1994 года. Ведущяя — Роса Мария Сарда.

## Номинации

### Главные премии
| Лучший фильм | Лучший режиссёр |
| --- | --- |
| - Все в тюрьме (Всех в тюрьму) / Todos a la cárcel - Самозванец / Intruso - Тени одного сражения / Sombras en una batalla                                                                                               | - Луис Гарсия Берланга — Все в тюрьме / Todos a la cárcel - Висенте Аранда — Самозванец / Intruso - Хуанма Бахо Ульоа — Мёртвая мать / La madre muerta                                                                   |
| Лучший актёр | Лучшая актриса |
| - Хуан Эчанове — Мадрегильда / Madregilda - Иманоль Ариас — Самозванец / Intruso - Хавьер Бардем — Золотые яйца / Huevos de oro                                                                                         | - Вероника Форке — Кика / Kika - Кармен Маура — Тени одного сражения / Sombras en una batalla - Эмма Суарес — Рыжая белка / La ardilla roja                                                                              |
| Лучший актёр второго плана | Лучшая актриса второго плана |
| - Фернандо Вальверде — Тени одного сражения / Sombras en una batalla - Хуан Эчанове — Мой брат по духу / Mi hermano del alma - Хавьер Гурручага — Тиран Бандерас / Tirano Banderas                                      | - Роса Мария Сарда — Зачем говорят о любви, когда имеют в виду секс? / ¿Por qué lo llaman amor cuando quieren decir sexo? - Мария Барранко — Рыжая белка / La ardilla roja - Росси де Пальма — Кика / Kika               |
| Лучший оригинальный сценарий | Лучший адаптированный сценарий |
| - Тени одного сражения — Марио Камус / Sombras en una batalla - Все в тюрьме — Хорхе Гарсия Берланга и Луис Гарсия Берланга / Todos a la cárcel - Мадрегильда — Анхел Фернандес Сантос и Франсиско Ригейро / Madregilda | - Тиран Бандерас — Рафаэль Аскона и Хосе Луис Гарсия Санчес / Tirano Banderas - Двуязычный любовник — Висенте Аранда / El amante bilingüe - Золотая лихорадка — Guillem-Jordi Graells и Гонсало Герралде / La febre d’Or |
| Лучший иностранный фильм на испанском языке | Лучший европейский фильм |
| - Милая Гатика / Gatica, el mono • Аргентина - Джонни Сто Песо / Johnny cien pesos • Чили - Стук в мою дверь / Golpes a mi puerta • Венесуэла                                                                           | - Три цвета: Синий / Trois couleurs: Bleu • Польша/Франция - Жестокая игра / The Crying Game • Великобритания - Друзья Питера / Peter’s Friends • Великобритания                                                         |
| Лучший режиссёрский дебют | |
| - Мариано Барросо — Мой брат по духу - Хосе Анхель Бохойо — Болото - Аранча Ласкано — Тёмные годы | |

### Другие номинанты
| Лучшая операторская работа | Лучший монтаж |
| --- | --- |
| - Птица счастья — Хосе Луис Алькайне / El pájaro de la felicidad - Мёртвая мать — Хавьер Агирресаробе / La madre muerta - Мадрегильда — Хосе Луис Лопес-Линарес / Madregilda                                                           | - Тиран Бандерас — Пабло Гонзалес дель Амо / Tirano Banderas - Самозванец — Teresa Font / Intruso - Мёртвая мать — Pablo Blanco / La madre muerta                                             |
| Лучшая работа художника | Лучший продюсер |
| - Тиран Бандерас — Феликс Мурсия / Tirano Banderas - Кика — Ален Байне и Хавьер Фернандес / Kika - Мадрегильда — Луис Валлес / Madregilda                                                                                              | - Тиран Бандерас — Хосе Гарсия Аррохо / Tirano Banderas - Все в тюрьме — Рикардо Гарсиа Аррохо / Todos a la cárcel - Кика — Эстер Гарсия / Kika                                               |
| Лучший звук | Лучшие спецэффекты |
| - Все в тюрьме — Дэниэл Голдштейн, Мануэль Кора, Энрике Квинтана, Alberto Herena и Gilles Ortion / Todos a la cárcel - Птица счастья — Калос Фаруоло / El pájaro de la felicidad - Кика — Жан-Поль Мюжель и Graham V. Hartstone / Kika | - Мёртвая мать — Хиполито Кантеро / La madre muerta - Кика — Olivier Gleyze, Ив Доменжу и Жан-Батист Бонетто / Kika - Мадрегильда — Реес Абадес / Madregilda                                  |
| Лучшие костюмы | Лучший грим |
| - Тиран Бандерас — Andrea D’Odorico / Tirano Banderas - Кика — Хосе Мария Де Коссио / Kika - Мадрегильда — Гумерсиндо Андрес / Madregilda                                                                                              | - Тиран Бандерас — Solange Aumaitre и Магдалена Альварес / Tirano Banderas - Кика — Грегорио Рос и Хесус Монкуси / Kika - Мадрегильда — Odile Fourquin и Мария дель Мар Парадела / Madregilda |
| Лучший короткометражный фильм | Best Documentary Short Film |
| - Смятенный / Perturbado - Ivorsi / Ivorsi - Maldita Suerte / Maldita Suerte - Quien Mal Anda Mal Acaba / Quien Mal Anda Mal Acaba | - Лето в университете / Verano en la Universidad - Встреча с Альберто / Cita con Alberto - Долгий путь крестьянина / El Largo Viaje de Rústico - Вальтер Перальта / Walter Peralta            |
| Best Original Score | |
| - Рыжая белка — Альберто Иглесиас / La ardilla roja - Зачем говорят о любви, когда имеют в виду секс? — Мануэль Тена / ¿Por qué lo llaman amor cuando quieren decir sexo? - Самозванец — Хосе Ньето / Intruso                          | |

## Премия «Гойя» за заслуги
- Тони Лебланк